# Francis Monkman
Francis Monkman (Londres, 9 de junho de 1949 – 12 de maio de 2023) foi um guitarrista e tecladista inglês, fundador do Curved Air.

## Morte
Monkman morreu no dia 12 de maio de 2023, aos 73 anos.